# Rubivirus
Rubivirus és l'agent patogen de la malaltia de la rubèola, i és la causa del síndrome congènit de la rubèola amb infecció durant les primeres setmanes de l'embaràs. Els humans són l'únic hoste d'aquest virus.
La base molecular que causa la síndrome de la rubella encara no està del tot clara, però alguns estudis in vitro en línies cel·lulars han demostrat que el virus rubella té un efecte apoptòtic sobre certs tipus de cèl·lules. Existeix evidència d'un mecanisme dependent del p53.